# Kodh
Dj Kodh, ou Kodh de son vrai nom Ben Andriamaïtso, est un artiste de musique électronique et de hip-hop basé à Paris.
C'est le premier Français à avoir remporté un titre de champion du monde de Dj lors des DMC Battle for World supremacy en 2000,.

## Palmarès
- Champion du Monde ITF « Advancement » 2002[3]
- Champion de France ITF « Advancement » 2002
- Champion de France ITF « Advancement » 2001
- Champion du Monde DMC « Battle for World Supremacy » 2000 [4]
- Champion de France DMC « Coupe de France Beat-juggling » 1999

## Invention

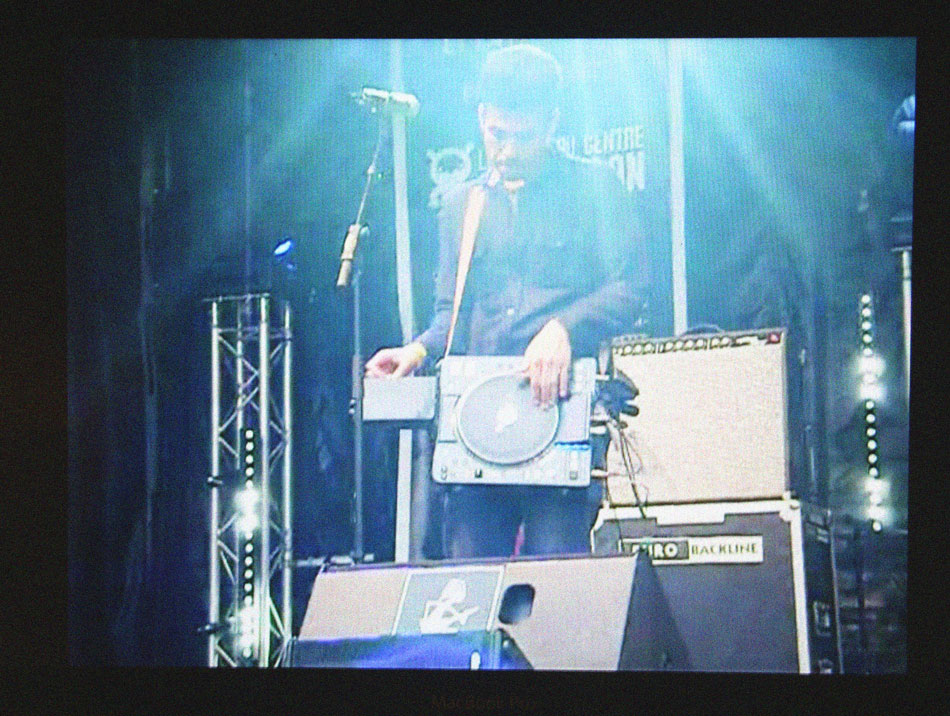
Kodh en concert à Bourges avec le SCRxTCH (2012)

Le Swing est une invention mis au point par Kodh, en 2012.
Il s'agit d'un instrument de musique électronique qui est portatif et qui combine un lecteur audio numérique à une console de mixage,,

## Exposition
- 2015 : Jeune création[9]